# مهمة كشمير
مهمة كشمير (بالإنجليزية: Mission Kashmir)‏ هو فيلم حرب تم إنتاجه في الهند وصدر في سنة 2000. الفيلم من إخراج فيدو فينود تشوبرا وكتابة فيدو فينود تشوبرا وابهيجات جوشي. من بطولة سانجاي دوت وهريثيك روشان وبريتي زينتا.

## وصلات خارجية
- مهمة كشمير على موقع IMDb (الإنجليزية)
- مهمة كشمير على موقع نتفليكس (الإنجليزية)
- مهمة كشمير على موقع أول موفي (الإنجليزية)
- مهمة كشمير على موقع فيلمافينيتي (الإسبانية)
- مهمة كشمير على موقع قاعدة بيانات الفيلم (الإنجليزية)
- مهمة كشمير على موقع ليتربوكسد (الإنجليزية)
- مهمة كشمير على موقع كينوبويسك (الروسية)